# مايمو
مايمو (بالإنجليزية: Maemo) هو نظام تشغيل مفتوح المصدر لأجهزة الهاتف المحمول، تم تطويره من قبل شركة نوكيا، وهو مبني على أحد توزيعات نظام لينكس وهي توزيعة دبيان.
بدأ العمل على هذا النظام منذ عام 2005 على أجهزة الشابكة اللوحية (أجهزة تستخدم لتصفح الشابكة وتشغيل الوسائط) من نوكيا، ويتم تطوير النظام بشكل سنوي منذ عام 2005 بداية بنظام مايمو 1 إلى العام الحالي (نهاية 2009) بنظام مايمو 5 (الاسم التشفيري له هو: فريمنتل).
يعمل نظام مايمو 5 حاليا على جهاز نوكيا إن900

## أقسام النظام
ينقسم نظام التشغيل إلى جزئين رئيسيين متداخلين.. الجزء المتعلق بالنظام كمتصفح لوحي حاسوب لوحي. والجزء المتعلق بالنظام كهاتف محمول، فالجزء المتعلق بالنظام كمتصفح لوحي نستطيع القول عنه أنه متكامل ولا يكاد ينقصه شيء
أما الجزء المتعلق بالنظام كهاتف محمول فينقصه بعض الأمور والتي سيتم ذكرها فيما بعد
لكن بشكل عام فالنظام يوفر لك جميع المزايا الرئيسية..

## واجهة النظام
تحتوي واجهة النظام على 4 أسطح مكتب بانورامية يسهل التنقل فيما بينها عن طريق لمس الشاشة والتوجه لليمين أو للشمال.

## القائمة الرئيسية
عند الدخول للقائمة الرئيسية بالجهاز ستجد الأيقونات التالية :-
1- Web
مستعرض الويب الافتراضي بالجهاز MicroB والمبني على محرك جيكو الخاص بموزيلا حيث تستطيع تصفح الإنترنت من خلاله وكأنك تتصفحه من خلال جهاز الكمبيوتر الخاص بك حيث يدعم جميع الصيغ اللازمة للتصفح الكامل كدعم الفلاش والجافا
2- Media Player
مستعرض الصوت والفيديو والراديو عبر الإنترنت
3- Calender
التقويم.. حيث بإمكانك من هنا تحديد المواعيد وتصنيفها وترتيبها بكل سلاسة
4- Photos
مستعرض الصور حيث من خلاله بإمكانك استعراض، مشاركة، تعديل، حذف الصور
5- Contacts
وهي قائمة جهات الاتصال لديك وتحتوي على جميع جهات الاتصال سواء كان اتصال عبر الشريحة.. أو اتصال عبر سكايب.. أو الماسنجر.. أو غير ذلك من طرق الاتصال التي يتعامل معها الجهاز.. بإمكانك تصنيف القوائم إذا اردت بحيث تستطيع تصفح جهات اتصال الماسنجر فقط (تستطيع تشغيل أكثر من حساب للماسنجر وبذلك تستطيع تصنيف حتى جهات الاتصال بالماسنجر حسب الحساب الذي تريده)
6- Phone
لمشاهدة اخر المكالمات الصادرة والواردة والتي لم يرد عليها ضمن لائحة واحدة وبجوار كل رقم أو اسم علامة توضح ما إذا كانت المكالمة واردة أو صادرة أو لم يتم الرد عليها
كذلك بإمكانك الاتصال على الأرقام المعروضة.. أو الضغط على "Dialing pad" وكتابة رقم والاتصال عليه.. أو الضغط على "Select contact" واختيار جهة اتصال من قائمة جهات الاتصال
7- Maps
برنامج خرائط Ovi الخاص بأجهزة نوكيا حيث بالإمكان من خلاله تصفح الكرة الأرضية أو عمل نظام التوجيه وتحديد مكانك على الخريطة وعمل نظام الملاحة
8- Camera
لتشغيل الكاميرا وتصوير الصور الثابتة أو المتحركة
9- E-mail
من هنا تستطيع استعمال خاصية الـ Push E-mail لجلب رسائل بريدك الإلكتروني إلى هاتفك المحمول ومشاهدتها
وجدت في هذه الخاصية امرين مهمين
- عدم القدرة على قراءة بعض الرسائل العربية وليس كلها
- عدم جلب الرسائل التي تنتقل مباشرة لمجلدات غير مجلد البريد الوارد "inbox".. فمثلا لو كنت قد رتبت بريدك الإلكتروني من خلال مقدم خدمة البريد الإلكتروني بحيث انه تتم فلترة الرسائل وتوزيعها على مجلدات مختلفة.. فالجهاز لا يقوم بجلب الرسائل من المجلدات الأخرى وانما فقط من مجلد "inbox"
10- Conversations
جميع المحادثات والرسائل التي تتم سواء من خلال رسائل ال خدمة الرسالة القصيرة أو مراسلات ال IM كالماسنجر والسكايب وغيرها ستجدها محفوظة هنا على شكل محادثات حيث يتم تصنيف المحادثات حسب أسماء أو ارقام الأشخاص الذين تخاطبهم
11- Clock
لوضع تنبيه بوقت معين، ومشاهدة قائمة التنبيهات، ومشاهدة الأوقات في أي مكان بالعالم
12- Calculator
الآلة الحاسبة، وبالإمكان الاختيار ما بين الآلة الحاسبة القياسية "Basic" أو العلمية "Scientific"
13- Store
متجر Ovi.. إلى الآن يتم العمل عليه وعند الدخول عليه سينقلك لصفحة Ovi ومكتوب فيها Coming Soon
14- Settings
وتحتوي على ضبط إعدادات الجهاز بالكامل
15- More...
جميع التطبيقات والبرامج اللي يتم تحميلها للجهاز ستجدها هنا ومن أهم التطبيقات الأساسية الموجودة مدير التطبيقات "App. manager" مدير الملفات "File manager" شاشة الأوامر "X Terminal" قارئ ملفات PDF والألعاب والرسام "Sketch".. كما أنه توجد تطبيقات تجريبية "trial" لفتح ملفات الوورد والاكسل والبوربوينت

## أبرز مميزات النظام
- قدرة النظام الإبداعية في تصفح الإنترنت بكل سلاسة حيث يعتبر الأفضل حتى هذه اللحظة في هذا المجال.
- خاصية تعدد المهام (بالإنجليزية: Multi-task) وهي خاصية تسمح لك باستخدام أكثر من تطبيق في نفس الوقت والتنقل فيما بينهم بشكل مبسط جدا ومريح..
- تميز النظام بقائمة جهات الاتصال المتقدمة والتي تسمح لك بمتابعة اتصال اصدقائك على برامج المحادثة مثل سكايب, وجوجل توك وOvi وغيرها من خلال شاشة واحدة والقدرة على الاتصال بهم بالطريقة التي تناسبك
- ميزة اختصارات سطح المكتب والتي تمكنك من وضع اختصار لتطبيق أو لجهة اتصال معينة أو لبعض الـ widget والتي تفيدك بعرض آخر الرسائل أو لعرض الطقس بمنطقتك أو الاحداث التي قمت بتسجيلها مسبقا وغير ذلك على سطح مكتبك ليكون كل شيء معروض امامك بكل سهولة
- ميزة ايقونة Status والتي تسهل عليك الوصول لاهم الامور الأساسية واللي دائما ما تتعامل معها عبر ضغطة واحدة كما تعرض عليك حالة الشبكة، الاتصال، البطارية وغيرها
- سهولة تنصيب التطبيقات والاضافات من خلال مدير التطبيقات، وقريبا من خلال متجر أوفي حيث كل ما عليك هو البحث عن التطبيق.. الضغط عليه.. الموافقة على تنصيبه.. وسيقوم الجهاز ببقية العمل من تحميل التطبيق من الإنترنت وتنصيبه على الجهاز بكل يسر وسهولة
- سرعة زيادة التطبيقات والاضافات بمدير التطبيقات حيث يوجد إلى هذه اللحظة ما يقارب ال 80 تطبيق وإضافة نزلت رسميا.. بالإضافة إلى ما يقارب ال375 تطبيق وإضافة في مرحلتي الألفا والبيتا.. والنظام لم يتم إلا الشهر من بداية إطلاقه
- إمكانية التقاط صور للشاشة "Print Screen" من خلال الضغط على Ctrl + Shift + P وهذه خاصية موجودة بلب النظام دون أي إضافة.. كما توجد إضافة تسمح لك بالتقاط صور من الشاشة بعد 20 ثانية من الضغط على الأيقونة

## أبرز مساوئ النظام
- نظام التشغيل لم يتم تعريبه حتى الآن من قبل الشركة (يوجد واجهة ولوحة مفاتيحٍ عربيتان من قبل بعض المبرمجين في متجر تطبيقات الجهاز.
- عدم قدرة النظام على تصفح جميع القوائم بشكل طولي.
- بعض المشاكل بتطبيق البريد تم ذكرها مسبقا (بالإمكان تصفح البريد من خلال متصفح الإنترنت)
- عدم توفر الماسنجر بالجهاز من الأساس ويجب تنصيب تطبيقات أو اضافات تضيف الماسنجر.. كما أن ابرز تطبيقين حاليين هما aMSN وPidgin أما الإضافات فتوجد إضافة Butterfly وHaze
- وجود نقص في الجزء المتعلق بالاتصال من عدة نواحي مثل :
- عدم وجود خدمة رسائل الوسائط المتعددة حاليا.
- لا يوجد قدرة على إجراء المكالمات المرئية.
- عدم القدرة على إضافة أوضاع أخرى، فالموجود فقط (عام) و(صامت).
- عدم القدرة على إنشاء المجموعات الخاصة.
- عدم القدرة على تخصيص نغمة لكل جهة اتصال.

## برمجة النظام
هذا ويمكن برمجة التطبيقات علي جهاز نوكيا مثل الاي فون من خلال برمجة نظام التشغيل المايمو نفسه والذي يعمل به الجهاز، وحقوق البرمجة للجهاز تحت الـ LGPL فيمكن أن تبرمج وتبيع برامجك .